# Zaborówiec
Zaborówiec (prononciation : [zabɔˈruvjɛt͡s]) est un village polonais de la gmina de Wijewo dans le powiat de Leszno de la voïvodie de Grande-Pologne dans le centre-ouest de la Pologne.
Il se situe à environ 5 kilomètres à l'est de Wijewo (siège de la gmina), à 22 kilomètres à l'ouest de Leszno (siège du powiat) et à 72 kilomètres au sud-ouest de Poznań (capitale régionale).

## Histoire
De 1975 à 1998, le village faisait partie du territoire de la voïvodie de Leszno.

Depuis 1999, Zaborówiec est situé dans la voïvodie de Grande-Pologne.